# Sona Jobarteh
Sona Jobarteh, née en 1983, est une compositrice, chanteuse et instrumentiste d'origine gambienne et anglaise. Elle est la première femme joueuse professionnelle de kora.

## Biographie
Née en 1983 à Londres, d'une mère anglaise et d'un père gambien, elle est issue d'une des principales lignées de griots d'Afrique de l'Ouest. Elle est la petite-fille d'un maître griot, Amadu Bansang Jobarteh, et la cousine de Toumani Diabaté. Elle est également la sœur d'un joueur de kora de la diaspora, Tunde Jegede,.
Elle est la première femme membre de sa famille à jouer en public de cet instrument. Avant elle, la pratique de l'instrument était exclusivement transmise de père en fils. La kora est un élément important de la culture du peuple mandingue, en Afrique de l'Ouest, et en jouer est réservé aux griots. Elle est la petite-fille du griot de sa lignée, Amadu Bansang Jobarteh, dont le père a migré du Mali vers la Gambie. Son cousin Toumani Diabaté est bien connu comme joueur de kora. Elle apprend la kora à partir de l'âge de trois ans, avec dans un premier temps un apprentissage donné par son frère Tunde Jegede, puis par son père, Sanjally Jobarteh,.
Elle étudie au Royal College of Music, où elle joue du violoncelle, du piano et du clavecin, puis peu après elle poursuit à la Purcell School of Music pour étudier la composition,. Pendant la même période, elle participe à plusieurs formations orchestrales, y compris la River of Sound avec l'Irish Chamber Orchestra, et avec la percussionniste écossaise Evelyn Glennie, ou encore l'Orchestre philharmonique royal, le Britten Sinfonia.
Sur scène, elle collabore avec de nombreux musiciens, dont Oumou Sangaré, Toumani Diabaté, Kasse Mady Diabaté et l'Orchestre symphonique de la BBC. Elle contribue comme compositrice et musicienne à deux albums de son frère Tunde Jegede, Malian Royal Court Music, et  Lamentations, et compose à cet effet deux pièces, que l'on retrouve aussi sur l'album Trance Planet Vol. 5. Au Mexique en 2014, au Festival Internacional Cervantino, elle constitue un groupe avec Kari Bannermann à la guitare électrique, Kyazi Lugangira sur une guitare acoustique, Mamadou Sarr aux percussions africaines, Alexander Boateng à la batterie et Andi McLean à la basse.

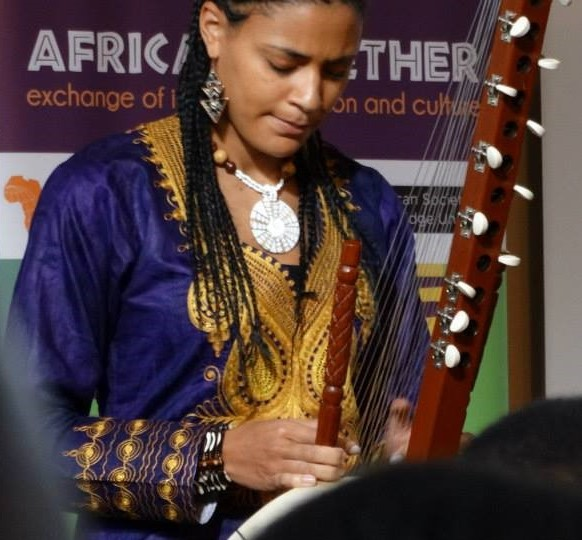
Sona Jobarteh jouant de la kora à l'université de Cambridge pour la Journée mondiale de l'Afrique 2014.

Après avoir obtenu son diplôme à la School of Oriental and African Studies (SOAS), elle partage son temps en tant qu'artiste et professeure de kora, faisant connaître le répertoire et l'histoire de cet instrument aux nouvelles générations. Elle travaille avec son père qui a fondé en Gambie une école de musique portant le nom de son grand-père. Son premier album personnel, Afro-Acoustic Soul, publié en 2008, contient des chansons douces-amères et évoque des thèmes sociaux.
En 2009, elle fait ses débuts en tant que compositrice de musique de films, lorsqu'elle est choisie pour créer la bande-son d'un documentaire sur l'Afrique, écrit et dirigé par Owen 'Alik Shahadah, et intitulé Motherland,,. Elle ouvre en 2014 une école de musique où est enseigné le jeu des instruments traditionnels de la culture mandingue (notamment kora, balafon et djembé). En mai de cette année-là, pour la Journée mondiale de l'Afrique, elle participe à l'événement « Africa Together » organisé à l'université de Cambridge.

## Approche artistique
Elle a passé beaucoup de temps en Angleterre et en Gambie et mêle dans son œuvre l'héritage africain et européen. À la différence de plusieurs de ses contemporains, elle explore et développe les racines de la musique traditionnelle africaine, plutôt que d'essayer de fusionner cette musique avec des approches plus contemporaines, hip-hop, rock ou jazz,. En plus de jouer de la kora, elle chante, et joue de la guitare.

## Discographie
- Productrice et artiste invitée sur Spoken Herbs (2006)
- 500 Years Later – Music of the Diaspora Soundtrack (Souljazzfunk, 2006)
- Artiste invitée sur Nu Beginin', de Ty2 (2007)
- Afro Acoustic Soul (Sona Soul Records, 2008)
- Productrice et artiste invitée sur Light in the Shade of Darkness, de HKB FiNN (2008)
- Motherland: The Score (African Guild Records, 2010)
- Fasiya (African Guild Records, 2011)
- Badinyaa Kumoo (African Guild Records, 2022)

## Filmographie
- 500 Years Later (joueuse de kora)[11]
- The Idea (actrice)
- Étreintes brisées (joueuse de kora)
- Le Plus Vieil Écolier du monde (chanteuse)
- Motherland, documentaire (compositrice)